# 1635
| [ Edytuj tabelę ]              | |
| Król Polski                    | - 1632 Władysław IV Waza 1648 |
| Współksiążęta Andory           | - 1634 Pau Duran 1651 - 1610 Ludwik XIII 1643                                                                                            |
| Król Anglii i Szkocji          | - 1625 Karol I 1649 |
| Elektor Bawarii                | - 1623 Maksymilian I Bawarski 1651 |
| Elektor Brandenburgii          | - 1619 Jerzy Wilhelm 1640 |
| Sułtan Brunei                  | - 1619 Abdul Jailul Akhbar 1649 - 1625 Muhammad Ali 1660                                                                                 |
| Cesarz Chin                    | - 1627 Chongzhen 1644 |
| Król Czech                     | - 1620 Ferdynand II Habsburg 1637 |
| Król Danii                     | - 1588 Chrystian IV 1648 |
| Dalajlama                      | - 1617 Lobsang Gjaco 1682 |
| Cesarz Etiopii                 | - 1632 Fasiledes 1667 |
| Król Francji                   | - 1610 Ludwik XIII 1643 |
| Król Hiszpanii                 | - 1621 Filip IV 1665 |
| Landgraf Hesji-Kassel          | - 1627 Wilhelm V Stały 1637 |
| Stadhouder Holandii            | - 1625 Fryderyk Henryk Orański 1647 |
| Szach Iranu                    | - 1629 Safi I 1642 |
| Państwo Wielkich Mogołów       | - 1627 Szahdżahan 1658 |
| Król Irlandii                  | - 1625 Karol I Stuart 1649 |
| Cesarz Japonii                 | - 1629 Meishō 1643 |
| Kalif                          | - 1623 Murad IV 1640 |
| Patriarcha Konstantynopola     | - 1634 Cyryl Lukaris 1635 - 1635 Cyryl II Kontares 1636                                                                                  |
| Władca Korei                   | - 1623 Injo 1649 |
| Książę Kurlandii i Semigalii   | - 1587 Fryderyk Kettler 1642 |
| Książę Liechtensteinu          | - 1627 Karol Euzebiusz 1684 |
| Książę Monako                  | - 1612 Honoriusz II 1662 |
| Król Nawarry                   | - 1610 Ludwik XIII 1643 |
| Król Norwegii                  | - 1588 Chrystian IV 1648 |
| Sułtan Omanu                   | - 1624 Nasir ibn Murszid 1649 |
| Elektor Palatynatu             | - 1623 Maksymilian I Bawarski 1648 |
| Papież                         | - 1623 Urban VIII 1644 |
| Książę Parmy i Piacenzy        | - 1622 Edward I 1646 |
| Król Portugalii                | - 1621 Filip III 1640 |
| Książę w Prusach               | - 1620 Jerzy Wilhelm 1640 |
| Car Rosji                      | - 1613 Michał I 1645 |
| Cesarz Rzymski (niemiecki)     | - 1619 Ferdynand II Habsburg 1637 |
| Kapitanowie Regenci San Marino | - 1634 Orazio Belluzzi Vincenzo Lorenzoni 1635 - 1635 Livio Pellicieri Paolo Antonio Onofri 1635 - 1635 Giuliano Gozi Stefano Ricci 1636 |
| Elektor Saksonii               | - 1611 Jan Jerzy I Wettyn 1656 |
| Król Szwecji                   | - 1632 Krystyna Waza 1654 |
| Król Tajlandii                 | - 1630 Prasat Thong 1655 |
| Sułtan Turków                  | - 1623 Murad IV 1640 |
| Doża Wenecji                   | - 1631 Francesco Erizzo 1646 |
| Król Węgier                    | - 1619 Ferdynand III 1637 |
| Książęta Wirtembergii          | - 1628 Eberhard III 1674 |

Rok 1635 / MDCXXXV
stulecia: XVI wiek ~
XVII wiek ~
XVIII wiek

lata: 1625 «
1630 «
1631 «
1632 «
1633 «
1634 «
1635
» 1636
» 1637
» 1638
» 1639
» 1640
» 1645

## Wydarzenia w Polsce
- 31 stycznia-17 marca – w Warszawie obradował sejm zwyczajny[1].
- Sejm zwyczajny w Warszawie uchwalił konstytucje regulujące stosunki pomiędzy szlachtą a duchowieństwem.
- Lipiec – koncentracja wojsk polskich przeciwko Szwedom[2].
- Sierpień – Powstanie Iwana Sulimy.
- 12 września – w Sztumskiej Wsi zawarto rozejm polsko-szwedzki; zgodnie z jego postanowieniami Szwedzi wycofali się z portów i miast Pomorza oraz Prus Książęcych, pozostając jednak w Inflantach.
- 21 listopada-9 grudnia – w Warszawie obradował sejm nadzwyczajny[1].
- Profesor Akademii Krakowskiej, Stanisław Rudłowski, po otrzymaniu probostwa św. Mikołaja na Wesołej, urządził tam pracownię fizyczną i obserwatorium astronomiczne.

## Wydarzenia na świecie
- 23 kwietnia:
  - w Bostonie powstała pierwsza publiczna szkoła na terenie dzisiejszych Stanów Zjednoczonych (Boston Latin School).
  - przy ujściu rzeki Pocomoke miała miejsce pierwsza w historii bitwa na wodach śródlądowych Ameryki Północnej, w której koloniści z Maryland pokonali oddział z Wirginii.
- 19 maja – Francja wypowiedziała wojnę Hiszpanii.
- 30 maja – pokój w Pradze, kończący szwedzki okres wojny trzydziestoletniej.
- 28 czerwca – Gwadelupa została kolonią francuską.
- 9 października – władze Salem w kolonii Massachusetts skazały na banicję pastora Rogera Williamsa – reformatora religijnego, późniejszego założyciela Providence i obrońcę Indian.

## Urodzili się
- 13 stycznia – Filip Jakub Spener, niemiecki luterański teolog i jeden z najbardziej znanych przedstawicieli pietyzmu, genealog (zm. 1705)
- 25 stycznia – Daniel Casper von Lohenstein, niemiecki pisarz i poeta (zm. 1683)
- 31 marca – Patrick Gordon, szkocki wojskowy w służbie szwedzkiej, polskiej i moskiewskiej (zm. 1699)
- 18 lipca – Robert Hooke, angielski fizyk i przyrodnik (zm. 1703)

## Zmarli
- 5 lutego – Joos de Momper, flamandzki malarz pejzażysta (ur. 1564)
- 27 sierpnia – Lope de Vega, dramatopisarz hiszpańskiego baroku (ur. 1562)
- 25 grudnia – Samuel de Champlain, francuski podróżnik, odkrywca, kolonizator Kanady (ur. 1567)

## Święta ruchome
- Tłusty czwartek: 15 lutego,
- Ostatki: 20 lutego,
- Popielec: 21 lutego,
- Niedziela Palmowa: 1 kwietnia,
- Wielki Czwartek: 5 kwietnia,
- Wielki Piątek: 6 kwietnia,
- Wielka Sobota: 7 kwietnia,
- Wielkanoc: 8 kwietnia,
- Poniedziałek Wielkanocny: 9 kwietnia,
- Wniebowstąpienie Pańskie: 17 maja,
- Zesłanie Ducha Świętego: 27 maja,
- Boże Ciało: 7 czerwca.